# Nivelace

Princip nivelace ze středu

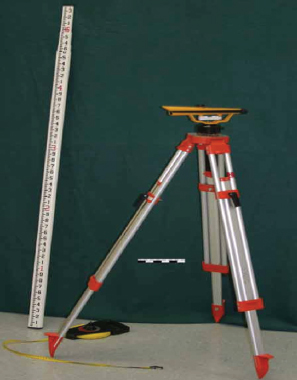
Nivelační přístroj a lať

Odečet z nivelační latě

Nivelace (z franc. nivelle, vodováha) znamená postup na vytyčování vodorovné roviny a měření výškových rozdílů v terénu pomocí nivelačního přístroje. Používá se zejména v geodézii a ve stavebnictví.

## Nivelační přístroj
Nivelační přístroj je zaměřovací dalekohled, otočný kolem svislé osy a upevněný na stativu. (Klasický optický dalekohled četl na stupnici měřické latě milimetry až na vzdálenost 40 metrů, dnešní elektronický dalekohled až na vzdálenost 100 metrů). Přístroj se pomocí přesné vodováhy nebo kompenzačního kyvadla ustaví tak, aby osa otáčení dalekohledu byla svislá a osa dalekohledu tudíž vodorovná. Říká se mu hovorově nivelák, odborný termín je teodolit určený pro nivelaci. Úhlová jednotka je grad nebo gradian.

## Měření
Nivelace se užívá ve stavebnictví k vyměření vodorovné roviny nebo nivelety při zakládání větších a liniových staveb. V geodézii se užívá ke stanovování nadmořské výšky trasováním od bodu se známou výškou.
Při nivelaci kupředu se nivelační přístroj postaví na bod o známé výšce a na cílový bod se svisle postaví měřická lať. Dalekohledem se odečte výšková hodnota na lati a rozdíl výšky nivelačního dalekohledu od země a této hodnoty udává převýšení cílového bodu. Při měření delších tratí se postup opakuje. Při nivelaci ze středu se jedna lať postaví na výchozí bod a druhá na dohled ve směru trasy. Přístrojem, který stojí zhruba uprostřed nich, se pak odečtou hodnoty na obou latích a jejich rozdíl udává převýšení v daném úseku (viz obr.) Předností nivelace ze středu je, že se některé chyby měření kompenzují.

## Geodetická nivelace

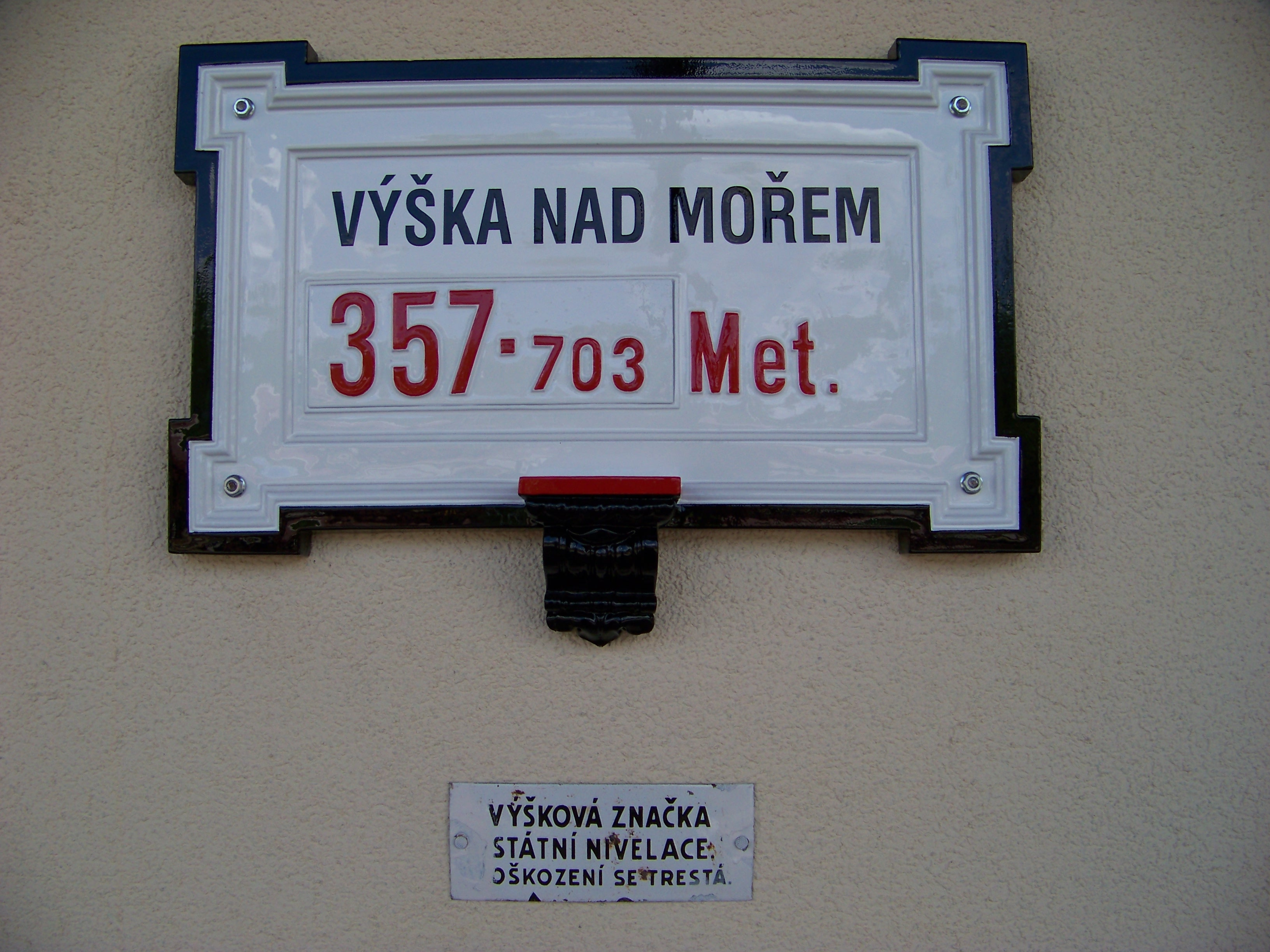
Nivelační bod (Hostivice)

K místní nivelaci sloužila dříve krokvice, lať s vodováhou (odtud i název postupu). Později vznikly nivelační přístroje, od 18. století s dalekohledem. Tímto postupem byly v minulosti měřeny výšky důležitých bodů (vrcholy kopců, hor, hladiny řek atd.) a vytvářeny i vrstevnice. Po celém území vznikla síť nivelačních bodů několika tříd, označených hřeby nebo skleněnými destičkami, od nichž se pak odvíjela místní nivelace terénu. Nivelační body jsou v Česku zejména na železničních nádražích. S dobrým přístrojem a při pečlivém měření může být chyba nivelace menší než 1 mm na km délky trasy. Výsledky měření po určité trase se porovnávaly s měřeními po jiných trasách, čímž se chyba dala dále snižovat. V současnosti se v geodézii stále více prosazují metody měření využívající laserů a Geocentrických družic (GPS) typu souřadnic WGS84.
- Zajímavost: Velké průmyslové závody mají v celém areálu svou vlastní "nulku". Od počátku sloužila k výstavbě jednotlivých budov a dalších staveb. Stavební dodavatel, který má v areálu něco stavět, tuto "nulku" úředně přejímá a provede se o tom zápis ve stavebním deníku, aby měl doklad pro případný spor.